# Părău (Brașov)
Pour les articles homonymes, voir Părău.
Părău (en allemand : Mikesdorf, en hongrois : Páró) est une commune roumaine du județ de Brașov, dans la région historique de Transylvanie. Elle est composée des quatre villages suivants:
- Grid
- Părău, siège de la commune
- Veneția de Jos
- Veneția de Sus

## Localisation
Părău est située dans la partie centre du comté de Brașov (à 56 km du centre-ville de Brașov et à 28 km du ville Făgăraș), au pied de Monts Perșani.

## Monuments et lieux touristiques
- Église « Assomption de Marie » du village de Veneția de Jos (construction 1790-1818), monument histirique
- Église « Cuvioasa Paraschiva » du village de Veneția de Sus (construction 1778, 1830), monument historique
- Bâtiment de la mairie du village de Veneția de Sus (construite au XIXe siècle), monument historique
- Monts Perșani
- Rivière Olt